# Dolphin Rugby Football Club
Il Dolphin Rugby Football Club è un club irlandese di rugby a 15 avente sede a Cork, nella provincia di Munster.

È stato fondato nel 1902.

Durante la stagione 2013-2014 disputerà la Division 1A del campionato irlandese.

## Palmarès
- Munster Senior League: 8
  - 1925-1924, 1925-1926, 1928-1929, 1948-1949, 1954-1955, 1955-1956, 1972-1973, 1990-1991.
- Munster Senior Cup: 6
  - 1920-1921, 1930-1931, 1944–1945, 1947-1948, 1955-1956.